# PRESENT for you * for me
『PRESENT for you * for me』（プレゼント・フォーユー・フォーミー）は、岩崎宏美の30枚目のオリジナル・アルバム。2018年8月15日発売。発売元はインペリアルレコード。 
企画品番 TECI-1594(DVD付限定盤)/TECI-1595(通常盤)

## 解説
- 全曲書き下ろしによる「贈りもの」をコンセプトにしたオリジナル・アルバム。
- 「あかぺら」は阿久悠が生前遺した詩に、河口恭吾による曲が付けられた一曲。
- 生産限定盤の特典DVDには同年4月8日に東京国際フォーラムで行われたコンサートツアー「Hello! Hello!」からの特選映像が収録されている。

## 収録曲
1. 残したい花について
  - 作詞・作曲：さだまさし／編曲：上杉洋史
2. あかぺら
  - 作詞：阿久悠／作曲：河口恭吾／編曲：光田健一
3. 10年目のLove Letter
  - 作詞・作曲・ピアノ編曲：岡本真夜／編曲：上杉洋史
4. ずっとずっと
  - 作詞・作曲：UZA／編曲：上杉洋史
5. 真夏のサクラ
  - 作詞：西林初秋／作曲：田村武也／編曲：上杉洋史
6. つめたい火傷
  - 作詞・作曲：Cocco／編曲：上杉洋史
7. もいちどデュエット
  - 作詞・作曲・編曲：斎藤誠
8. イブの物語
  - 作詞：松井五郎／作曲：森山良子／編曲：上杉洋史
9. タカラモノ！
  - 作詞・作曲：光田健一
10. 五線紙の上
  - 作詞・作曲：境長生／編曲：上杉洋史

### 生産限定盤／特典DVD
1. Hello! Hello!
2. 絆
3. 思秋期
4. 家路
5. シアワセ色
6. 朝ドラメドレー
「明日はどこから」「365日の紙飛行機」「花束を君に」「若い広場」のメドレー。
7. オリジナル・ヒットメドレー
「ロマンス」「センチメンタル」「未来」「ファンタジー」「シンデレラ・ハネムーン」のメドレー。
8. 大切な人
9. 聖母たちのララバイ
10. Thank You!
11. 栞